# 고촌고등학교
고촌고등학교(高村高等學校)는 대한민국 경기도 김포시 고촌읍 태리에 있는 공립 고등학교이다.

## 학교 연혁
- 2019년 3월 13일 : 고촌고등학교 설립 승인 인가(3년제 일반 30학급, 특수 1학급)
- 2019년 4월 19일 : 고촌고등학교 공사 착공일
- 2020년 3월 1일 : 개교 및 초대 김창희 교장 취임
- 2020년 3월 2일 : 신입생 입학(310명, 1학년 일반 10학급, 특수 1학급)
- 2023년 2월 3일 : 제1회 졸업식(3학년 316명, 조기졸업 1명, 총 317명)
- 2023년 3월 1일 : 제2대 양현주 교장 취임
- 2023년 3월 1일 : 2023학년도 미래형 융합교육(STEAM) 선도학교 운영
- 2024년 2월 2일 : 제2회 졸업식(3학년 302명)
- 2024년 3월 1일 : 2024학년도 AI·정보 교육 중심학교 운영
- 2024년 3월 1일 : 2024학년도 디지털 창의역량 실천학교 운영
- 2024년 3월 4일 : 신입생 입학(342명, 1학년 일반 10학급)

## 참고 자료
- 고촌고등학교 - 한국교육학술정보원 학교알리미